# 梅观大道
梅观高速公路、梅观大道和梅观路（原梅观高速公路）是中华人民共和国广东省深圳市的一条高速公路、城市快速路和城市主干路，也是国家高速G94珠三角环线高速的一部分，全长23.6千米（三个路段），南起深圳市福田区梅林街道北环皇岗立交，东至深圳市龙华区观澜街道黎光村，是深圳市一条重要的南北方向高速通道，是深圳高速线网的重要组成部分。
高速全线于1995年5月8日开通运营，目前观澜主线收费站以南的免费路段正在进行市政化改造，预计于2024年建成。
梅观大道在原二线关路段设置的过境检查站为梅林检查站。

## 互通枢纽及服务设施
| 地区                                                                                         | 里程                                 | 类型                                 | 名称                                 | 连接                                 | 说明                                 |
| 梅观路（二线关内连接线，一级公路）段                                                         | 梅观路（二线关内连接线，一级公路）段 | 梅观路（二线关内连接线，一级公路）段 | 梅观路（二线关内连接线，一级公路）段 | 梅观路（二线关内连接线，一级公路）段 | 梅观路（二线关内连接线，一级公路）段 |
| -------------------------------------------------------------------------------------------- | ------------------------------------ | ------------------------------------ | ------------------------------------ | ------------------------------------ | ------------------------------------ |
| 深圳市 福田区                                                                                |                                      | 枢纽                                 | 北环皇岗                             | 北环大道 皇岗路                      |                                      |
| 深圳市 福田区                                                                                |                                      | 出入口                               |                                      | 梅林路 林园东路                      | 右进右出                             |
| 深圳市 福田区                                                                                |                                      | 出入口                               |                                      | 梅东二路                             | 右进右出                             |
| 深圳市 福田区                                                                                |                                      | 出入口                               |                                      | 梅东四路                             | 右进右出                             |
| 深圳市 福田区                                                                                |                                      | 枢纽                                 | 皇岗彩田                             | 彩田路 新区大道（经新彩通道）        | 仅东转北、西转南                     |
| 深圳市 龙华区                                                                                |                                      | 枢纽                                 | 梅观南坪                             | 南坪快速 新区大道                    |                                      |
| 深圳市 龙华区                                                                                |                                      | 出入口 · 停车场                      | 梅林检查站                           | 星丰路 民塘路 民乐P+R停车场          |                                      |
| 深圳市 龙华区                                                                                |                                      | 停车场 · 加油设施 · 修车站 · 餐厅    | 普滨加油站                           | 普滨加油站                           |                                      |
| 梅观大道（高速市政化改造）段                                                                 |                                      |                                      |                                      |                                      |                                      |
| 深圳市 龙华区                                                                                | 0.0km                                | (0)                                  | 民乐                                 | 梅坂大道 龙华大道 Y155 民治大道      |                                      |
| 深圳市 龙华区                                                                                |                                      | 主线出入口 · 主线收费站              | 梅林主线                             | 梅林主线                             | 2015年2月18日停用，目前已拆除        |
| 深圳市 龙华区                                                                                |                                      | 出入口                               | 横岭                                 | 民乐路                               | 在建                                 |
| 深圳市 龙华区                                                                                |                                      | (1)                                  | 华南物流                             | 民康路                               |                                      |
| 深圳市 龙华区                                                                                |                                      | 出入口                               | 留仙                                 | 留仙大道                             | 规划                                 |
| 深圳市 龙华区                                                                                |                                      | (2)                                  | 坂田 大发埔                          | 布龙路                               |                                      |
| 深圳市 龙华区                                                                                |                                      | 出入口                               | 工业路                               | 工业路                               | 在建                                 |
| 深圳市 龙华区                                                                                |                                      | (3)                                  | 贝尔路                               | 贝尔路 东环一路                      | 部分开通                             |
| 深圳市 龙华区                                                                                |                                      | 出入口                               | 稼先路                               | Y347 稼先路 Y225 清泉路              | 在建                                 |
| 深圳市 龙华区                                                                                |                                      | (6)                                  | 华为                                 | 五和大道 张衡路                      |                                      |
| 深圳市 龙华区                                                                                |                                      | (7)                                  | 石清                                 | 石清大道 雪岗北路                    | 部分开通                             |
| 深圳市 龙华区                                                                                |                                      | (8)                                  | 清湖                                 | 沈海高速（机荷）                     |                                      |
| 深圳市 龙华区                                                                                |                                      | 出入口                               | 观南                                 | 环观南路                             | 规划                                 |
| 深圳市 龙华区                                                                                |                                      | 出入口                               | 求知路                               | 求知路                               | 规划                                 |
| 深圳市 龙华区                                                                                |                                      | 出入口                               | 人民                                 | 观澜人民路                           | 规划                                 |
| 深圳市 龙华区                                                                                |                                      | 出入口                               | 环观中路                             | Y166 环观中路                        | 规划                                 |
| 深圳市 龙华区                                                                                |                                      | 出入口                               | 观湖                                 | 观澜大道 龙华大道                    | 规划                                 |
| 深圳市 龙华区                                                                                |                                      | (14)                                 | 观澜                                 | 观光路 观澜平安路                    |                                      |
| 梅观高速公路（高速保留）段                                                                   |                                      |                                      |                                      |                                      |                                      |
| 深圳市 龙华区                                                                                |                                      | 主线收费站                           | 观澜主线                             | 观澜主线                             | 以北为收费路段                       |
| 深圳市 龙华区                                                                                |                                      | (17)                                 | 黎光                                 | 深圳外环高速                         |                                      |
| 深圳市 龙华区                                                                                |                                      | (18)                                 | 黎光北                               | 龙华大道                             | 规划                                 |
| 深圳市 龙华区                                                                                |                                      | 停车场 · 加油设施 · 修车站 · 餐厅    | 联益服务区                           | 联益服务区                           |                                      |
| 深圳市 龙华区                                                                                |                                      | 主线出入口                           |                                      | 珠三角环线高速（莞深）               |                                      |
| 1.000 英里 = 1.609 千米；1.000 千米 = 0.621 英里 并行路段 • 已关闭／取消 • 限制进入 • 未开放 |                                      |                                      |                                      |                                      |                                      |

## 历史

### 规划与建设
原龙华镇民治村与深圳市区仅梅林坳一山之隔，但两者之间长期只有一条极难通行的山路相连。住在龙华镇的人要不徒步走这条路，要不得由老布龙公路（吉华路）绕布吉才能进入原特区范围。1983年5月，民治村民开始在梅林坳劈山修路，而当时靠近福田一侧的大梅林坳有一个深华石场，村民修路的行动遭到了石场工人的反对，双方甚至对峙20多天，时任深圳市委副书记周鼎不得不出面协调，筑路工程才得以继续，最终这条道路于1984年5月至6月间开通，唯只能通行手扶拖拉机和单车。1986年，深圳市决定撤销梅林坳石场，并在梅林坳修建水泥公路，这条5公里长、7米宽的公路于1987年在原路的基础上建成，可通行普通车辆。但此后驾车从龙华进入市中心仍需经吉华路绕道二线布吉关。20世纪90年代初期，深圳市政府决定在梅林坳修建沟通特区内外的高速公路。
1995年5月6日，梅观高速公路暨皇岗北路（前称“梅龙公路”）建成通车，这是深圳市自筹资金建设的第一条高速公路，梅林检查站也同时简易开通。

### 免费通行
经过两年多时间谈判，2014年1月27日中午，深圳市交通运输委员会、龙华新区管委会与深圳高速公路股份有限公司、深圳市梅观高速公路有限公司签订了《梅观高速公路调整收费补偿及资产移交协议》，协议明确梅观高速公路(梅林至观澜段)将于2014年3月31日24时(4月1日零时)起取消收费，将现有梅林主线收费站移至外环高速公路黎光立交南侧，在清湖立交增设4个匝道收费站，保留深莞边界至观澜主线里程5.4公里的收费。在新设主线收费站建成前，梅林至观澜段采用继续发卡、免收通行费的方式取消收费。也即是说，市民仍需进站拿卡、出站交卡，但不需交纳梅林至观澜段车辆通行费。而在新设主线收费站建成后，现有收费站撤销，不再发卡和收费。这是全国首条运营期内通过政府回购方式取消收费的高速公路。 
2014年11月28日，广东省人民政府对梅观高速公路调整收费站设置问题做出批复，同意梅观高速公路调整收费站设置：将梅林主线收费站迁移至梅观高速公路K15+400处，并更名为观澜主线收费站；清湖立交新增设置清湖匝道收费站；撤销华南物流、坂田、华为和观澜4个匝道收费站。
2015年2月18日，观澜主线收费站启用，原有收费站逐步拆除。

### 市政化改造
2017年，深圳市政府正式开始着手梅观高速的市政化进程，将其纳入深圳城市交通网的一部分。
2021年4月, 龙华区正式启动梅观高速公路更名的相关工作，并于2022年12月5日在深圳市规划和自然资源局公示。当时共提出四个方案：延续地缘性及历史传承的“梅观大道”，代表深圳中轴交通走廊的“中轴大道”、体现“双区”的“双区大道”和象征梅观创新走廊的“梅创大道”。最终顺应民意沿用“梅观”专名，保留历史记忆，传承城市文化。
2023年2月24日，经深圳市人民政府批准，梅观高速公路正式更名为梅观大道。

## 相关图像
- 近梅林关段（2010年2月）